# Santos Ubierna
Santos Ubierna OP (* 1. November 1907 in Huérmeces; † 15. April 1955 in Saigon) war ein spanischer Ordensgeistlicher und römisch-katholischer Bischof von Thái Bình.

## Leben
Ubierna wurde am Allerheiligentag geboren und erhielt daher den Vornamen Santos. Er trat der Ordensgemeinschaft der Dominikaner bei und empfing am 20. Dezember 1930 die Priesterweihe.
Papst Pius XII. ernannte ihn am 24. Februar 1942 zum Apostolischen Vikar in Thái Bình und zum Titularbischof von Lamdia. Der apostolische Delegat für Indochina, Antonio Drapier, spendete ihm am 21. September desselben Jahres die Bischofsweihe; Mitkonsekratoren waren Eugenio Artaraz Emaldi, Apostolischer Vikar von Bắc Ninh, und Francisco Gómez de Santiago, Apostolischer Vikar von Hải Phòng.
Santos Ubierna starb am 15. April 1955 in seinem 48. Lebensjahr in Saigon.